# Театры Алма-Аты
В Алматы насчитывается 10 государственных театров, которые работают на детскую, юношескую и взрослую аудитории. Всего на 2018 год в городе насчитывается 20 профессиональных театров.

## История театра в Алма-Ате

### Дореволюционный период
Театральное искусство начало развиваться в городе Верном (ныне Алматы) через несколько лет после основания военного укрепления. 21 ноября 1872 года была представлена первая городская постановка — пьеса А. Н. Островского «Не в свои сани не садись», которая была поставлена Обществом любителей драматического искусства. Пьесы в Верном ставились на импровизированных сценах Общественного, Военного или Коммерческого собраний.
Театральное искусство было частью благотворительности и часто спектакли ставились с целью сбора средств для лицеистов и гимназистов города. 30 июля 1913 года в Военном собрании прошёл благотворительный вечер со сбором средств в пользу малоимущих абитуриентов гимназии. В программе вечера были комедии Потапенко «Букет», шутка в одном действии «Наследство помогло», а также концертное отделение.
Первая опера в городе была поставлена 23 февраля 1913 года в здании Коммерческого собрания в ознаменование 300-летия царствования династии Романовых. Это была опера Глинки «Жизнь за царя» в сокращении. Она была поставлена учениками трёхклассного городского училища имени губернатора Колпаковского.
К дореволюционному периоду города Верного относится и зарождение мусульманского театрального искусства. 5 октября 1913 года в Коммерческом собрании прошёл первый мусульманский музыкально-драматический вечер, который был устроен местными мусульманами для сбора средств на создание мусульманской народной библиотеки-читальни. На этом вечере была показана одноактная комедия «Беренче театр» («Первый театр») на татарском языке А. Камалова.

### Советский период
Расцвет театрального искусства в городе пришёлся на советский период Алма-Аты. Это связано с переносом столицы Казахской ССР из Кызылорды в Алма-Ату. Так, в город переехал Казахский театр драмы — первый казахский профессиональный театр.
В 1930-е годы в городе были созданы Театр оперы и балета (1934 год) и Кукольный театр (1935 год).
Новым этапом в развитии театрального искусства стал период Великой Отечественной войны, когда многие коллективы европейской части СССР были эвакуированы в Казахстан и Центральную Азию. Наследием того периода стал Театр юного зрителя, который в 1985 году был разделён на русскую и казахскую труппы.
Также многие казахстанские театры, основанные в разных городах республики стали переезжать в столицу. Это Русский театр драмы (1934 г. из Семипалатинска), Уйгурский театр музыкальной комедии (1962 г. из Чилика), Корейский театр музыкальной комедии (1968 г. из Кызылорды) и Немецкий драматический театр (1989 г. из Темиртау)

### Независимый Казахстан
После обретения независимости в городе появилось большое количество новых независимых театров. Часто это молодёжные современные концертные площадки, созданные энтузиастами. Они сталкиваются с проблемами финансирования, так как содержание постоянной труппы является затратным процессом.
После переноса столицы Казахстана из Алматы в Астану наблюдался процесс переезда артистов в новую столицу, однако Алма-Ата осталась крупным культурным центром республики, а в Астане стали открываться новые театры.
В 2010-х годах начался процесс постепенного переезда целого ряда театров на новые концертные площадки, что выявило проблему необходимости предоставления театрам собственных помещений. Эта история затронула как детский кукольный театр, немецкий драматический театр и другие. При этом новые частные театры, например театр Тазабекова, перед открытием создают собственные концертные площадки.

## Список театров

### Театры оперы и балета
| Название                                                                | Адрес                    | Дата открытия | Изображение |
| ----------------------------------------------------------------------- | ------------------------ | ------------- | ----------- |
| Казахский государственный академический театр оперы и балета имени Абая | ул. Кабанбай Батыра, 110 | 1934 год      |             |

### Драматические театры
| Название                                                   | Адрес               | Дата открытия | Изображение |
| ---------------------------------------------------------- | ------------------- | ------------- | ----------- |
| Казахский национальный театр драмы имени Мухтара Ауэзова   | пр. Абая, 103       | 1925 год      |             |
| Национальный русский театр драмы имени Михаила Лермонтова  | ул. Байсеитовой, 43 | 1933 год      |             |
| Республиканский академический немецкий драматический театр | ул. Папанина, 70/1  | 1975 год      |             |

### Музыкальные театры
| Название                                                                                 | Адрес                    | Дата открытия | Изображение |
| ---------------------------------------------------------------------------------------- | ------------------------ | ------------- | ----------- |
| Государственный республиканский академический корейский театр музыкальной комедии        | ул. Богенбай батыра, 158 | 1932 год      |             |
| Государственный республиканский уйгурский театр музыкальной комедии имени К. Кужамьярова | ул. Наурызбай батыра, 83 | 1934 год      |             |

### Детские, юношеские и кукольные театры
| Название                                                                               | Адрес               | Дата открытия | Изображение |
| -------------------------------------------------------------------------------------- | ------------------- | ------------- | ----------- |
| Казахский государственный академический театр для детей и юношества имени Г. Мусрепова | пр. Абылай хана, 38 | 1946 год      |             |
| Государственный академический русский театр для детей и юношества имени Н. Сац         | ул. Шаляпина, 22    | 1945 год      |             |
| Государственный кукольный театр                                                        | ул. Пушкина, 63     | 1935 год      |             |
| Театр кукол «Зазеркалье»                                                               | пр. Абая, 117       | 1989 год      |             |
| Театр кукол «Сезам»                                                                    | пр. Абая, 103       | 1997 год      |             |

### Театры других жанров
| Название                                  | Адрес              | Дата открытия | Изображение |
| ----------------------------------------- | ------------------ | ------------- | ----------- |
| Государственный академический театр танца | ул. Радостовца, 42 | 1967          |             |
| Театр традиционного искусства «Алатау»    | мкр. Нуркент, 6    | 2016 год      |             |
| Театр «ARTиШОК»                           | ул. Гоголя, 40     | 2001 год      |             |
| Танцевальный театр сестёр Габбасовых      | ул. Копбаева, 100  | 2009 год      |             |
| Театр «Жас Сахна» имени Байтена Омарова   | пр. Абая, 117      | 2006 год      |             |
| Театр Тазабекова                          | ул. Кассина, 1     | 2006 год      |             |

### Театральные площадки
| Название                     | Адрес                | Дата открытия | Изображение |
| ---------------------------- | -------------------- | ------------- | ----------- |
| Театр-студия «Оркен»         | ул. Абдуллиных, 38   | 2008 год      |             |
| Музыкальный театр «Quadrate» | ул. Муратбаева, 195а | 2017 год      |             |